# Tyrone Pandy
Tyrone Pandy (14 gennaio 1986) è un calciatore beliziano, difensore del Belmopan Bandits e della Nazionale di calcio del Belize.

## Carriera

### Club
Milita fino al 2013 al Belize Defence Force. Nel 2013 viene acquistato dal Belmopan Bandits.

### Nazionale
Debutta in Nazionale il 22 gennaio 2008, nell'amichevole Belize-El Salvador (0-1). Viene convocato per la CONCACAF Gold Cup 2013.